# Square Julia-Bartet
Pour les articles homonymes, voir Julia Bartet et Bartet.
Le square Julia-Bartet est un espace vert du 14e arrondissement de Paris.

## Situation et accès
Le square est accessible par le 1, rue Julia-Bartet.
Il est desservi par la ligne 13 à la station Porte de Vanves et par la ligne 3a du tramway d'Île-de-France à la station Porte de Vanves.

## Origine du nom
Il rend hommage à la comédienne française Jeanne Julie Regnault dite Julia Bartet (1854-1941). 